# Ізюмський район (1923—2020)
Ізю́мський райо́н — колишній район у південно-східній частині Харківської області з адміністративним центром у місті Ізюмі, який існував протягом 1923—2020 років і був ліквідований під час Адміністративно-територіальної реформи в Україні. Займав площу в 1553,44 квадратних кілометрів (4,9 % від площі території області, 3 місце серед районів області). Протяжність району з півдня на північ становила 63 км, з заходу на схід — 39 км. Населення району становила 18 333 осіб (на 1 лютого 2012 року).

## Географія
Відстань до м. Харкова: трасою — 127 км, залізницею — 139 км.
На території Ізюмського району протікають 8 річок:
- Сіверський Дінець — довжина 73,8 км в межах району;
- Сухий Ізюмець — 26,3 км;
- Куньє — 15 км.
- Оскіл — 14,25 км;
- Бахтин — 11 км;
- Мокрий Ізюмець — 10 км;
- Греківка — 8,3 км;
- Велика Комишуваха — 2,5 км;

У східній частині району розташоване Оскільське водосховище — 1698 га. Площа водного дзеркала ставків та озер — 1910 га. Ліси та лісовкриті площі займають 45,8 тис. га.
На території району знаходяться родовища таких корисних копалин: природного горючого газу, фосфоритів, вапняку, будівельних пісків, мінеральних фарб, цегляної сировини.
Район розташований на межі лісостепової та степової фізико-географічних зон, у зоні переходу Середньоросійської височини в Донецький кряж, і ділиться на три різних за характером і розвитком ділянки: долина р. Сіверський Донець, Приоскільське плато і правобережжя р. Сіверський Донець.
Клімат помірний. Середні температури: липня +21°С, січня —7°С. Середньорічна кількість опадів становить 540 мм.
Межує на заході з Балаклійським районом, на півночі — з Шевченківським, на сході — з Борівським, на південному сході — з двома районами Донецької області (Лиманським і Слов'янським), на південному заході — з Барвінківським районом.
В адміністративному відношенні район поділяється на 17 сільських рад, які об'єднують 60 населених пунктів (сіл), чисельність населення яких становить 22.0 тис.чол., з них працездатного — 10,36 тис.чол., виборців — 17269 чол.

### Флора і фауна
Флора і фауна Ізюмщини багата на рідкісні і зникаючі на Харківщині види трав'янистої рослинності та тварин. У лісах гніздиться сірий журавель, трапляються занесені до Червоної книги України чорний журавель, сокіл-балабан, орлан-білохвіст. У Придонецькому і Петрівському лісництвах знаходяться колонії сірої чаплі, є також велика біла чапля — рідкісний зникаючий вид, що підлягає охороні.
У селі Студенок збереглась природа донецької заплави — із луками, дібровами і болотами. Харківські учені виявили тут 1 вид рослин і 6 видів тварин, занесених до Європейського Червоного списку; 4 і 17 видів занесених до Червоної книги України; 7 і 40 із Червоного списку Харківської області. Тут мешкає борсук — один із крупних нічних хижаків; райка — єдина у цій місцевості деревна жаба, більшість родичів якої живуть у тропіках; та сірий журавель.
Є у селі джерело цілющої води. З глибини більш як півкілометра витікає вода і прямує до озера. Температура її завжди постійна — 18 °C. Цю свердловину пробурили геологи. Курортологи з Одеси досліджували її властивості і придатність для лікування хворих. Воду вони прирівняли до славнозвісної «Єсентуки», що лікує від болю у суглобах.
Ставок в с. Студенок є єдиним відомим на сьогодні в басейні Сіверського Дінця (на території Харківської області) осередком мешкання рідкісного виду міногових — міноги української, представниці класу Круглоротих, занесеної до Європейського Червоного списку та Червоної книги України. Мінога українська відносно недавно (в 1931 році) була вперше описана для науки, і біологія її залишається слабо вивченою. Розвивається з метаморфозом: на 5-6 році життя із личинок (піскорийок) перетворюється на дорослих особин. Піскорийка заривається в пісок, залишаючи на поверхні лише головний кінець тіла, яким дихає і відціджує для харчування мікроорганізми. На 5 — 6 року піскорийка перетворюється в дорослу особу і нереститься. Після нересту більшість дорослих міног незабаром гине. Тому для розвитку необхідні різні типи водойм, а на останньому етапі — великі стоячі чи проточні водойми. За екологічним статусом заселяє переважно притоки великих річок, ділянки з проточною чистою водою і піщаним, часто замуленим, рідше — гальково-піщаним дном. Отже, Студеноцький ставок є одним із необхідних типів водойми, де завершується цикл розвитку міноги. Нерест міног і розвиток личинок відбувається в струмках (з піщаним дном й численними джерельними ключами), що витікають з масиву вільшняків і впадають у ставок. У Студеноцькому ставку ймовірно мешкає найчисельніша в Харківській області популяція міноги української.

### Природо-заповідний фонд
На території лісгоспу виділено вісім природно-заповідних об'єктів:
- гора Крем'янець — пам'ятник садово—паркової культури місцевого значення, що включає захисні насадження на крейдяній горі площею 176 га, має історичні пам'ятники, меморіали, дендропарк площею 4.5 гектара, де зараз росте понад 230 видів екзотичних дерев і кущів;
- «Ізюмська дача» — 30 га високопродуктивних насаджень сосни віком сто років, створені в степових умовах на крупнозернистих бідних пісках;
- заповідне урочище «Гнидінський бір» — 734 га лісових насаджень сосни в Завгороднівському лісництві, створених в післявоєнний період на рухомих пісках та регулюючих водний режим каналу «Дніпро-Донбас» та річки Сіверський Донець;
- ботанічний заказник — урочище «Караван» — 308 га дубового лісу в Придінецькому лісництві, цінність якого — в водоохоронному значенні та в збереженні у наш час[коли?] лікарських рослин, які занесені до Червоної книги України;
- ботанічна пам'ятка «Червоношахтарська» — 72 га природних деревостанів 100—130-річного віку на глибоких сипучих пісках, які мають ґрунтозахисне та водоохоронне значення;
- пам'ятка природи — дуб «Піщанський» — віком 220 років та дуб «Петрівський» — віком 170 років;
- регіональний ландшафтний парк місцевого значення «Ізюмська Лука» — 5002 га, оголошений з метою збереження заплавних дібров, лучних та лучно—болотних ландшафтів Лівобережжя р. Сіверський Донець, що створюють прирічковий рекреаційний комплекс.

## Історична довідка

### До XVI століття
Територія Ізюмщини була заселена з давніх-давен. Археологічними розкопками були виявлені залишки стародавніх поселень, майстерня кременевих виробів на березі річки Сіверський Донець. На території краю мешкали різні кочові народи. Перші слов'янські поселення з'явились у VI столітті.
У 1111 році на річці Сальниці, в межах сучасного Ізюму, стародавні русичі на чолі з князем Володимиром Мономахом вщент розбили половецьке військо. З цією річкою пов'язані і події 1185 року, коли тут табором стояла бойова дружина Новгород-Сіверського князя Ігоря.
У другій чверті XIII століття край обезлюднів після татаро-монгольської навали і на тривалий час здобув назву «Дикого поля».

### У складі Московської держави
У XVI столітті землі Ізюмщини ввійшли до складу Московської держави. На них була організована сторожова служба проти набігів кримських татар. Ізюмська сторожа вважалась найважливішою, бо стояла на Ізюмському шляху біля двох бродів — Ізюмського та Кам'яного. У 1599 році на місці теперішнього села Оскіл за наказом царя Бориса Годунова було побудоване перше місто Слобідської України — Цареборисів. Поступово територія краю заселилась українськими козаками та селянами — вихідцями з Правобережної України. У 70-х роках XVII століття тут оселилась невелика група українських переселенців, які під керівництвом балаклійського полковника Якова Чернігівця спорудили дерев'яний острожок. У документі 1680 року це поселення мало назву Ізюмського містечка.
У 1681 році в ході будівництва Ізюмської оборонної лінії місто було перенесене на правий високий берег Дінця. У 1685 році Ізюм стає полковим містом — центром Ізюмського слобідського козацького полку, якому були підпорядковані 13 навколишніх населених пунктів: Остропілля, Дворічне, Новий Перекоп, Сеньково, Купецьке, Бишкин, Андріївка, Балаклія, Савинці, Цареборисів, Кам'янка, Лиман. Дещо пізніше були приєднані Печеніги, Мохнач, Зміїв, Співаківка, Куп'янка і Тор (Слов'янськ). З цього часу умовно можна розпочати літопис Ізюмського району.
Полковий устрій і зумовив особливості адміністративного управління Ізюмщини. В Ізюмі, як полковому місті, була створена полкова канцелярія для військово-громадського управління краєм, хоча фактично вся влада була в руках полковника Ізюмського слобідського козацького полку.
Після реформи 1765 року, проведеної Катериною ІІ, сталися зміни і в адміністративному устрої Слобожанщини. Територія полку була перетворена в Ізюмську провінцію, що входила до складу Слобідсько-Української губернії. У свою чергу провінція поділялась на п'ять комісарств. У 1780 році було утворене Харківське намісництво, разом з яким створюється і Ізюмський повіт.
Замість Харківського намісництва, у 1796 році, була створена Слобідсько-Українська губернія (з 1835 року Харківська) до складу якої, поряд з іншими, ввійшов і Ізюмський повіт. В 1797 році всі повіти були поділені на волості, кожна з населенням близько 3 тисяч чоловік.

### Новітня історія
В 1917 році Ізюмський повіт входить до складу Української Народної Республіки.
6 березня 1918 року, внаслідок ухвалення Закону УНР «Про адміністративно-територіальний поділ України», територія Ізюмського повіту входить до складу землі Донеччина.
29 квітня 1918 гетьман Павло Скоропадський скасовує адміністративно-територіальний поділ УНР і повертає старий губернський поділ.
Внаслідок поразки Перших визвольних змагань Ізюмський повіт надовго окупований більшовиками.
У 1923 році Ізюмський повіт згідно з новим адміністративно-територіальним поділом був реорганізований в округ, до якого входили Ізюмський, Петрівський, Барвінківський і Савинський райони. Ізюмський район включав Ізюмську та Червонооскільську волості колишнього Ізюмського повіту і був утворений постановою Президії Всеукраїнського Центрального Виконавчого Комітету № 315 від 7 березня 1923 року. Слід зазначити, що напередодні цих подій за успішну господарську роботу Президія ВУЦВК нагородила Ізюмський повітовий виконавчий комітет орденом Трудового Червоного Прапора УРСР. Це відбулося 15 березня 1922 року. У липні 1930 року округи були ліквідовані і встановлений районний адміністративний поділ, що відповідав новим умовам, які склалися в Україні. Замість Ізюмського округу було встановлено кілька районів. За новим поділом Ізюмський район спочатку безпосередньо підпорядковувався центру, а з 1932 року — області.
У Німецько-радянській війні на стороні СРСР брали участь понад 12 тисяч мешканців району, 8105 з них загинуло.
Після війни зусиллями трудівників у селах споруджено тисячі будинків, школи, клуби, лікарні, магазини, дитячі садки. Було збудовано сучасні ферми і тракторні стани, механізовані токи і сховища для продукції. На поля прийшли потужні трактори і комбайни та продуктивні сільгоспмашини для сівби та обробітку ґрунту. З кожним роком почали більше вносити добрив, підвищилась культура землеробства, внаслідок чого зросла продуктивність праці, підвищилась урожайність зернових і технічних культур. Збільшилося валове виробництво молока і м'яса. Ці зміни в основному сталися в селах Ізюмщини в період з 1960 по 1991 роки.

### Незалежна Україна
З 24 серпня 1991 року Ізюмський район належить до незалежної України.

## Адміністративний устрій
Район адміністративно-територіальний поділяється на 17 сільських рад, які об'єднують 60 населених пунктів та підпорядковані Ізюмській районній раді.

## Транспорт
Районом проходить автошлях E40М03.

## Влада
Голови РДА:
- Зубко Михайло Анатолійович
- Шамрай Л. М.
- Білокудря Валерій Миколайович

Голови ради:
- Зубко Михайло Анатолійович
- Чегринець Михайло Миколайович.

## Політика
25 травня 2014 року відбулися Президентські вибори України. У межах Ізюмського району було створено 25 виборчих дільниць. Явка на виборах складала — 54,90 % (проголосували 8 121 із 14 793 виборців). Найбільшу кількість голосів отримав Петро Порошенко — 36,81 % (3 169 виборців); Михайло Добкін — 13,98 % (1 135 виборців), Юлія Тимошенко — 10,65 % (865 виборців), Сергій Тігіпко — 10,04 % (815 виборців), Вадим Рабінович — 8,18 % (664 виборців), Олег Ляшко — 4,67 % (379 виборців). Решта кандидатів набрали меншу кількість голосів. Кількість недійсних або зіпсованих бюлетенів — 2,38 %.

## Населення
Розподіл населення за віком та статтю (2001):
| Стать | Всього | До 15 років | 15-24 | 25-44 | 45-64 | 65-85 | Понад 85 |
| --- | ------ | ----------- | ----- | ----- | ----- | ----- | -------- |
| Чоловіки | 10 310 | 1869        | 1385  | 2959  | 2552  | 1485  | 60       |
| Жінки | 11 938 | 1791        | 1278  | 2800  | 2891  | 2801  | 377      |
| \| Статево-вікова піраміда \| Статево-вікова піраміда \| Статево-вікова піраміда \| \| ----------------------- \| ----------------------- \| ----------------------- \| \| Чоловіки \| Вік \| Жінки \| \| 60 \| 85 + \| 377 \| \| 104 \| 80-84 \| 385 \| \| 276 \| 75-79 \| 780 \| \| 644 \| 70-74 \| 1007 \| \| 461 \| 65-69 \| 629 \| \| 813 \| 60-64 \| 1104 \| \| 369 \| 55-59 \| 443 \| \| 666 \| 50-54 \| 677 \| \| 704 \| 45-49 \| 667 \| \| 775 \| 40-44 \| 771 \| \| 711 \| 35-39 \| 661 \| \| 723 \| 30-34 \| 688 \| \| 750 \| 25-29 \| 680 \| \| 671 \| 20-24 \| 612 \| \| 714 \| 15-20 \| 666 \| \| 794 \| 10-14 \| 743 \| \| 631 \| 5-9 \| 593 \| \| 444 \| 0-4 \| 455 \| |        |             |       |       |       |       |          |
| Статево-вікова піраміда |        |             |       |       |       |       |          |
| Чоловіки | Вік    | Жінки       |       |       |       |       |          |
| 60 | 85 +   | 377         |       |       |       |       |          |
| 104 | 80-84  | 385         |       |       |       |       |          |
| 276 | 75-79  | 780         |       |       |       |       |          |
| 644 | 70-74  | 1007        |       |       |       |       |          |
| 461 | 65-69  | 629         |       |       |       |       |          |
| 813 | 60-64  | 1104        |       |       |       |       |          |
| 369 | 55-59  | 443         |       |       |       |       |          |
| 666 | 50-54  | 677         |       |       |       |       |          |
| 704 | 45-49  | 667         |       |       |       |       |          |
| 775 | 40-44  | 771         |       |       |       |       |          |
| 711 | 35-39  | 661         |       |       |       |       |          |
| 723 | 30-34  | 688         |       |       |       |       |          |
| 750 | 25-29  | 680         |       |       |       |       |          |
| 671 | 20-24  | 612         |       |       |       |       |          |
| 714 | 15-20  | 666         |       |       |       |       |          |
| 794 | 10-14  | 743         |       |       |       |       |          |
| 631 | 5-9    | 593         |       |       |       |       |          |
| 444 | 0-4    | 455         |       |       |       |       |          |

## Відомі Ізюмчани
Ізюмчани шанують пам'ять своїх земляків:
- Вакуленко Володимир Володимирович — український прозаїк, поет, перекладач.
- Сергій Васильківський — український художник;
- Михайло Петренко — поет-романтик, автор відомої пісні «Дивлюсь я на небо, та й думку гадаю…»;
- Степан та Володимир Александрові — поети;
- Єлизавета Тіме — російська акторка;
- Анатолій Недбайло — льотчик;
- Дмитро Шлапак — літературознавець;
- Анлрій Розен — декабрист.

З Ізюмщиною пов'язана воєнна кар'єра маршала Г.Жукова.
Родом із с. Оскіл маршал бронетанкових військ Федоренко.
У м. Ізюмі знаходиться пам'ятник командувачу бронетанковими військами південно-західного фронту Червоної Армії генералу П.Волоху, який загинув під час відвоювання радянськими військами Ізюмщини.

## Пам'ятки

### Пам'ятки історії
В Ізюмському районі Харківської області на обліку перебуває 48 пам'яток історії.

### Архітектурні пам'ятки
Районними пам'ятками архітектури є:
- Свято-Варварінська православна церква у с. Капитолівка,
- Свято-Миколаївська православна церква у с. Оскіл,
- Свято-Троїцька православна церква у с. Мала Комишуваха,
- Іоанно-Предтечінська православна церква у с. Іванівка,
- Свято-Охтирської Ікони Божої Матері — у с. Бугаївка,
- Свято-Введенська — у с. Студенок.

### Пам'ятки археології
В Ізюмському районі Харківської області на обліку перебуває 55 пам'яток археології.

## Список посилань
1. ↑  Адміністративно-територіальний устрій Ізюмського району [Архівовано 11 червня 2012 у Wayback Machine.] на сайті Верховної Ради України
2. ↑  ПроКом, ТОВ НВП. Центральна виборча комісія - ІАС "Вибори Президента України". www.cvk.gov.ua. Архів оригіналу за 27 лютого 2018. Процитовано 13 квітня 2016.
3. ↑  Розподіл населення за статтю та віком, середній вік населення, Харківська область (осіб) - Регіон, 5 річні вікові групи, Рік, Категорія населення , Стать [Населення за статтю та віком... 2001]. Архів оригіналу за 20 травня 2022. [Архівовано 2022-05-20 у Wayback Machine.]